# Heteronectes
 Heteronectes  ist eine 47 Millionen Jahre alte, ausgestorbene Gattung aus der Ordnung der Plattfische, deren Typusart, Heteronectes chaneti, anlässlich ihrer Erstbeschreibung als „der primitivste bekannte Plattfisch“ bezeichnet wurde. Das eine Auge des Tieres befindet sich an der für Fische üblichen seitlichen Position, das andere hingegen auf der entgegengesetzten Kopfseite weit über der bei Fischen üblichen Position, unmittelbar neben der Dorsallinie (Rückenmitte). Als Mosaikform nimmt diese Art – gemeinsam mit vergleichbar alten Vertretern der Gattung Amphistium – eine vermittelnde Stellung zwischen den bilateral symmetrischen Fischen und den Plattfischen ein.

## Namensgebung
Heteronectes ist ein Kunstwort. Die Bezeichnung der Gattung ist abgeleitet von den griechischen Wörtern heteros (= verschieden, andersartig) und netri (= Schwimmer). Das Epitheton der bislang einzigen wissenschaftlich beschriebenen Art, Heteronectes chaneti, wurde zu Ehren von Bruno Chanet gewählt, der sich um die Erforschung fossiler Plattfische verdient gemacht hat. Heteronectes chaneti bedeutet somit sinngemäß „Chanets andersartiger Schwimmer“.
Holotypus der Gattung und zugleich der Typusart Heteronectes chaneti sind Platte und Gegenplatte mit den Archivnummern NHMW 1974.1639.24 und NHMW 1974.1639.25, die im Naturhistorischen Museum Wien verwahrt werden.

## Merkmale
Heteronectes besaß einen sehr schmalen Körper mit einer im Verhältnis zur Länge hohen Körperscheibe sowie an Bauch und Rücken einen recht langen Flossensaum. Als auffälligste anatomische Besonderheit des ca. 11 cm langen Fossils wurde in der Erstbeschreibung die ausgeprägte Asymmetrie des Kopfes herausgestellt, insbesondere im Bereich der knöchernen Augenhöhlen, die natürlichen Ursprungs sei und keine Folge einer Verformung im Verlauf der Fossilisation. So entspreche die Lagebeziehung der Vorderseite zum Hinterkopf des Fisches – abgesehen von der Position des einen Auges – sowie des Kopfes zum übrigen Körper den bei Fischen üblichen Proportionen. Auch lasse sich aus dem Grad der Verknöcherung des Schädels ableiten, dass die Position der Augen der eines erwachsenen Fisches seiner Art entspreche; rezente junge, erst ca. 1 cm lange Plattfische haben noch beidseits symmetrisch angeordnete Augen, von denen eines vor der endgültigen Verknöcherung der Schädelknochen über die Rückenmitte auf die andere Seite „wandert“. Zugleich unterscheiden sich die Flossen – speziell die Rücken- und die Afterflosse – des Holotypus hinsichtlich Stärke sowie Anzahl und Anordnung der Strahlen von den beiden bekannten fossilen Arten der Gattung Amphistium; hierbei handelt es sich um das gleich alte Fossil Amphistium paradoxum (Fundort: Bolca) und das etwas jüngere Fossil Amphistium altum (aus dem Lutetium; Fundort: Pariser Becken). Bei diesen Fossilien war jedoch die Körperseite mit den zur Rückenmitte hin versetzten Augen nicht erhalten. Deswegen wurden diese Fundstücke erst nach der Entdeckung von Heteronectes chaneti erneut untersucht und in der gleichen Publikation wie dessen Erstbeschreibung aufgrund ähnlicher anatomischer Merkmale in ihrer Bedeutung als Mosaikformen erkannt.

## Bedeutung des Fundes
Heteronectes füllt einem Kommentar in New Scientist zufolge „eine Lücke in der Abfolge dokumentierter fossiler Funde, die seit Darwins Tagen die Evolutionstheorie bedrängt hat.“ So sei von Kritikern der Evolutionstheorie wiederholt eingewandt worden, sowohl ein aufrecht schwimmender Fisch mit beidseits symmetrisch angeordneten Augen als auch ein Plattfisch sei zweckmäßig gebaut, da die eine Variante Vorteile beim Schwimmen im freien Wasser, die andere hingegen Vorteile beim Aufenthalt am Boden mit sich bringe. Eine Zwischenform besitze hingegen keinen erkennbaren Vorteil, weswegen eine natürliche Selektion unwahrscheinlich sei, die einen „normalen“ Fisch zu einem Plattfisch fortentwickeln könne. Erst die im Jahr 2008 beschriebenen Fossilien widerlegten endgültig diesen Einwand. Die Fachzeitschrift Nature kommentierte, die Entdeckung des Fossils „zeigt, dass die Evolution der Plattfische tatsächlich schrittweise erfolgte, und sie trägt dazu bei, dass ein unter Kreationisten beliebtes Beispiel zur letzten Ruhe gebettet werden kann.“
Laut Erstbeschreiber Matt Friedmann von der University of Chicago hat sich Heteronectes chaneti vermutlich – auf die Brustflosse der Körperseite mit dem zum Rücken hin versetzten Auge gestützt – schräg auf den Meeresboden gelegt und dort potentieller Beute aufgelauert.

## Belege
1. ↑  In: Nature. Band 454, Nr. 7201, 2008, S. IX.
2. ↑  Flatfish fossils fill in a missing link. (mit Abbildungen) Auf: eurekalert.org vom 9. Juli 2008.
3. ↑   Matt Friedmann: The evolutionary origin of flatfish asymmetry. In: Nature. Band 454, Nr. 7201, 2008, S. 209–212, doi:10.1038/nature07108.
4. ↑  Jeff Hecht: Flatfish caught evolving, thanks to its roving eye. In: New Scientist vom 13. Juli 2008, S. 16.
5. ↑   Philippe Janvier: Squint of the fossil flatfish. In: Nature. Band 454, 2008, S. 169, doi:10.1038/454169a.